# Šťáralka
Šťáralka je část města Kolín v okrese Kolín. Nachází se na jihovýchodě Kolína. Prochází zde silnice I/38. Šťáralka leží v katastrálním území Kolín o výměře 23,47 km².

## Další fotografie

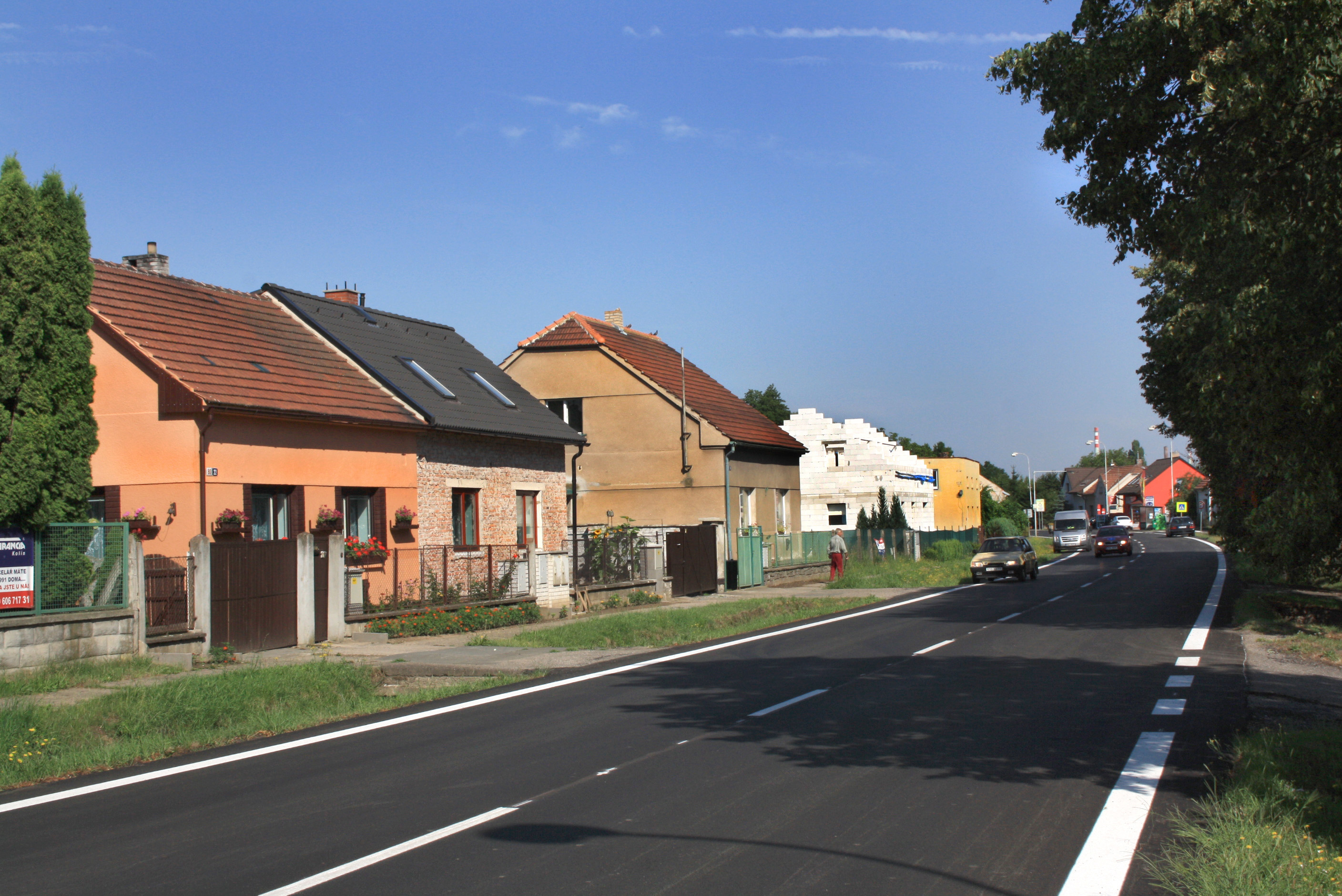
Havlíčkova ulice
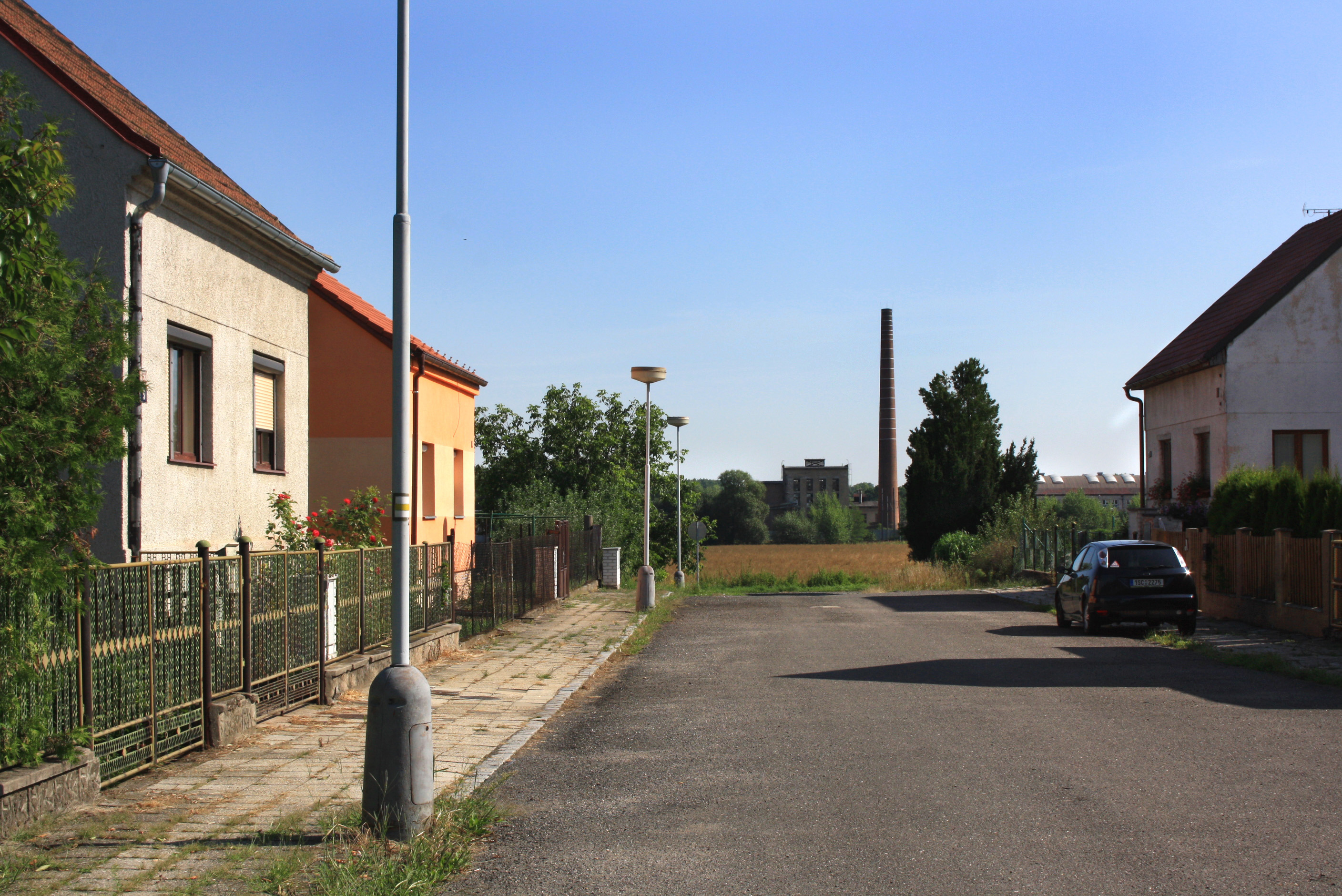
Postranní ulice Na Šťáralace
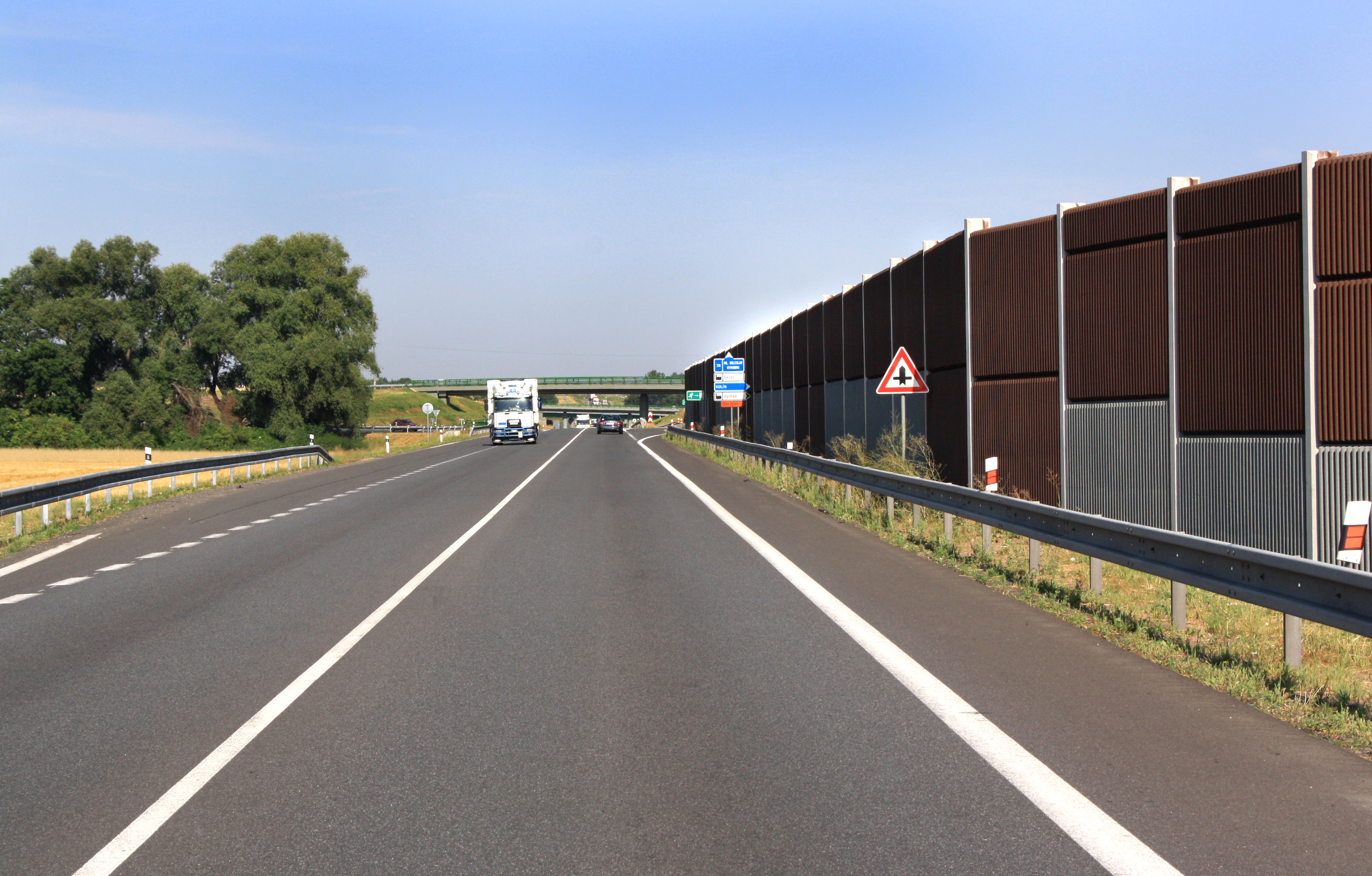
Obchvat Kolína u Šťáralky